# Hempstead Washburne
Hempstead Washburne (né le 11 novembre 1852 à Galena dans l'Illinois - mort le 13 avril 1919 à Chicago) est un avocat américain, homme politique et membre du Parti républicain. Il est maire de Chicago de 1891 à 1893. Il était le fils de Elihu B. Washburne, représentant au Congrès et secrétaire d'État.

## Biographie
Hempstead Washburne est né à Galena dans l'Illinois, le 11 novembre 1851, et fréquente la Kents Hill School du Maine. Il étudie à L'université de Bonn (aujourd'hui l'université rhénane Frédéric-Guillaume de Bonn) en Allemagne et obtient un diplôme de la faculté de droit de l'université du Wisconsin à Madison en 1874. En 1875, il complète sa formation juridique à l'Union College of Law de l'université Northwestern (aujourd'hui Northwestern University Pritzker School of Law).
Son père Elihu B. Washburne est représentant de l'Illinois (1853-1869), secrétaire d'État des États-Unis en 1869 dans l'administration du président Ulysses S. Grant puis ambassadeur des États-Unis en France (1869-1877).
En 1883, Washburne se marie avec Annie M. Clarke (1856-1939), une actrice de théâtre et la fille d'un éminent banquier de Chicago ; ils sont les parents de quatre enfants,,.

## Carrière politique
Washburne exerce le droit à Chicago. En 1880, il est nommé maître en chancellerie à la Cour supérieure du comté de Cook (Cook County Superior Court). En 1885, il est élu procureur de la ville de Chicago. Il est réélu en 1887, mais refuse de se représenter en 1889.
En 1891, Washubrne se présente aux élections municipales à l'hôtel de ville de Chicago. Il est élu maire de Chicago, battant le sortant démocrate DeWitt Clinton Cregier dans une course à quatre qui incluait également l'ancien maire Carter Harrison, Sr. (se présentant en tant que démocrate indépendant) et le propre cousin de Washburne, Elmer Washburn. Washburne a prêté serment en tant que maire le 27 avril 1891. En tant que maire, il préside au développement de l'Exposition universelle de 1893 (World's Columbian Exposition). Il ne se représente pas aux élections de 1893 et le démocrate Carter Harrison, Sr. lui succède le 17 avril 1893.
Après avoir quitté le bureau du maire, Washburne reprend la pratique du droit et s'engage dans plusieurs entreprises commerciales. Il reste également actif au sein du gouvernement de Chicago en siégeant à la commission de la fonction publique de Chicago.

## Fin de vie
Victime d'un accident vasculaire cérébral, Hempstead Washburne meurt à Chicago le 13 avril 1918. Il est enterré au cimetière de Graceland, dans cette même ville.

## Sources
- Andreas, A.T. History of Chicago: From the Earliest Period to the Present Time. A.T. Andreas, 1884–86.
- Grossman, James R., Ann Durkin Keating and Janice L. Reiff, editors. Encyclopedia of Chicago. University of Chicago Press, 2004.
- H. Washburne, Once Mayor of Chicago, Dies. Chicago Daily Tribune, April 14, 1918, p. 14.
- Men of Affairs to be at Bier of Washburne. Chicago Daily Tribune, April 15, 1918, p. 9.